# Campeonato Mundial de Ciclismo en Grava de 2023
El II Campeonato Mundial de Ciclismo en Grava se celebró en Véneto (Italia) entre el 7 y el 8 de octubre de 2023 bajo la organización de la Unión Ciclista Internacional (UCI) y la Federación Italiana de Ciclismo.

## Medallistas
| Evento    | Oro                            | Plata                        | Bronce                        |
| --------- | ------------------------------ | ---------------------------- | ----------------------------- |
| Masculino | Matej Mohorič Eslovenia        | Florian Vermeersch · Bélgica | Connor Swift Reino Unido      |
| Femenino  | Katarzyna Niewiadoma · Polonia | Silvia Persico · Italia      | Demi Vollering · Países Bajos |

### Masculino
| Puesto            | Ciclista           | País           | Tiempo     |
| ----------------- | ------------------ | -------------- | ---------- |
| Medalla de oro    | Matej Mohorič      | Eslovenia      | 4:53:56,72 |
| Medalla de plata  | Florian Vermeersch | Bélgica        | 4:54:39,45 |
| Medalla de bronce | Connor Swift       | Reino Unido    | 4:54:39,45 |
| 4                 | Alejandro Valverde | España         | 5:00:44,65 |
| 5                 | Keagan Swenson     | Estados Unidos | 5:00:44,77 |
| 6                 | Quinten Hermans    | Bélgica        | 5:01:20,32 |
| 7                 | Simone Velasco     | Italia         | 5:01:48,18 |
| 8                 | Wout van Aert      | Bélgica        | 5:02:18,68 |

### Femenino
| Puesto            | Ciclista             | País           | Tiempo     |
| ----------------- | -------------------- | -------------- | ---------- |
| Medalla de oro    | Katarzyna Niewiadoma | Polonia        | 4:49:44,50 |
| Medalla de plata  | Silvia Persico       | Italia         | 4:50:17,34 |
| Medalla de bronce | Demi Vollering       | Países Bajos   | 4:50:17,36 |
| 4                 | Yara Kastelijn       | Países Bajos   | 4:51:13,67 |
| 5                 | Lorena Wiebes        | Países Bajos   | 4:51:17,65 |
| 6                 | Lauren Stephens      | Estados Unidos | 4:53:46,60 |
| 7                 | Simone Boilard       | Canadá         | 4:55:03,70 |
| 8                 | Niamh Fisher-Black   | Nueva Zelanda  | 4:55:07,84 |

## Medallero
| Núm. | País         | Oro | Plata | Bronce | Total |
| ---- | ------------ | --- | ----- | ------ | ----- |
| 1    | Eslovenia    | 1   | 0     | 0      | 1     |
| 1    | Polonia      | 1   | 0     | 0      | 1     |
| 3    | Bélgica      | 0   | 1     | 0      | 1     |
| 3    | Italia       | 0   | 1     | 0      | 1     |
| 5    | Países Bajos | 0   | 0     | 1      | 1     |
| 5    | Reino Unido  | 0   | 0     | 1      | 1     |
|      | TOTAL        | 2   | 2     | 2      | 6     |